# Ventilador

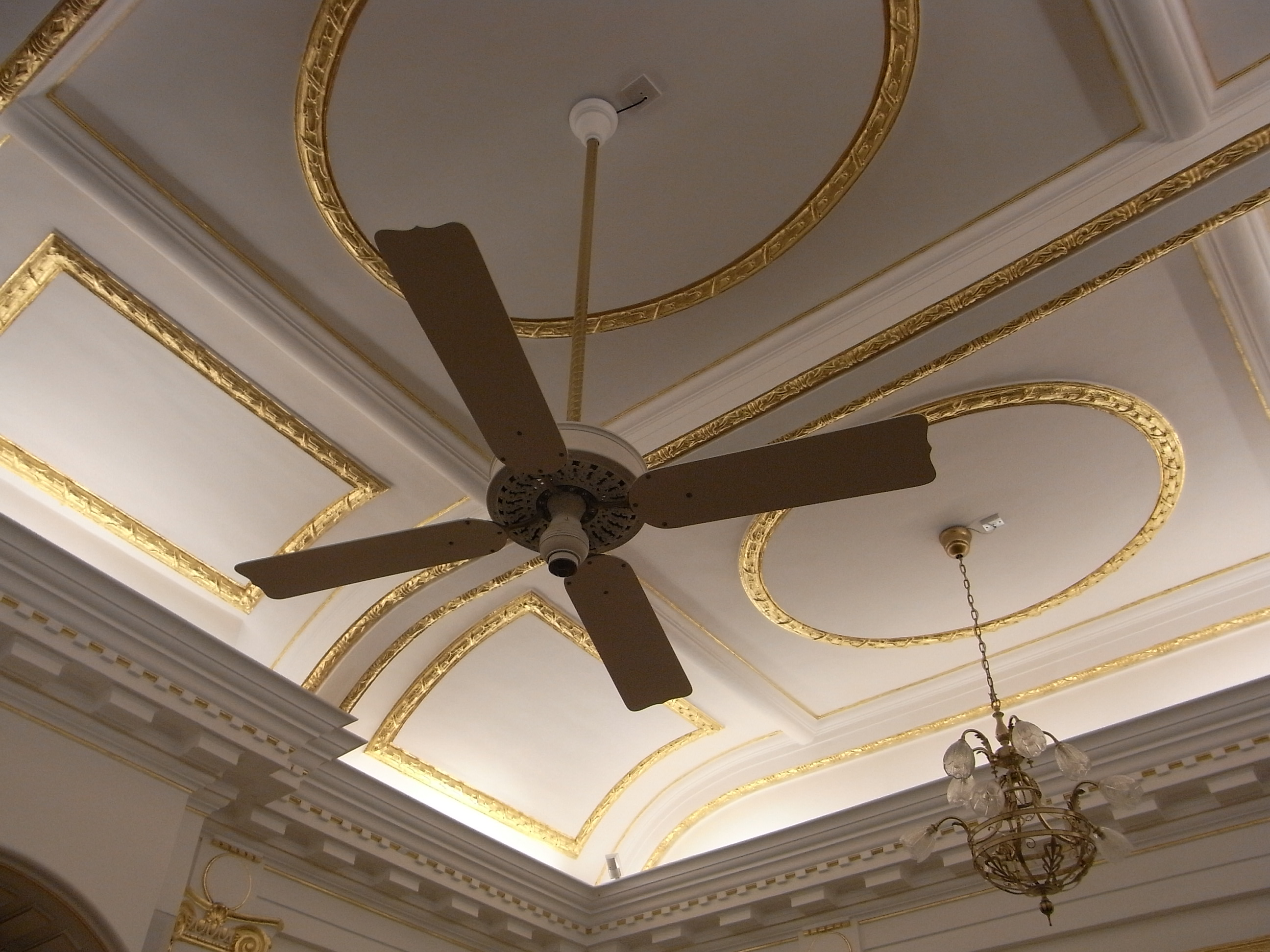
Ventilador de sostre

Un ventilador és una màquina per a agitar o moure aire o gas. Bàsicament crea un corrent d'aire movent unes paletes o àleps. Fou inventat en 1882 pel nord-americà Schuyler S. Wheeler. S'utilitza per a desplaçar aire o gas d'un lloc a un altre, dintre o entre espais, per a motius industrials o ús residencial, per a ventilació o per a augmentar la circulació d'aire en un espai habitat, bàsicament per a refrescar.

## Ús i funcionament
En energia, els ventiladors s'usen principalment per a produir moviment de gasos d'un punt a un altre; és possible que la conducció del propi gas sigui l'essencial, però també en molts casos, el gas actua només com mitjà de transport de calor, humitat, etc.; o de material sòlid, com cendres, pólvores, etc. Entre els ventiladors i compressors existeixen diferències. L'objecte fonamental dels primers és moure un flux de gas, sovint en grans quantitats, però a baixes pressions; mentre que els segons estan dissenyats principalment per a produir grans i fluxos de gas relativament petits.

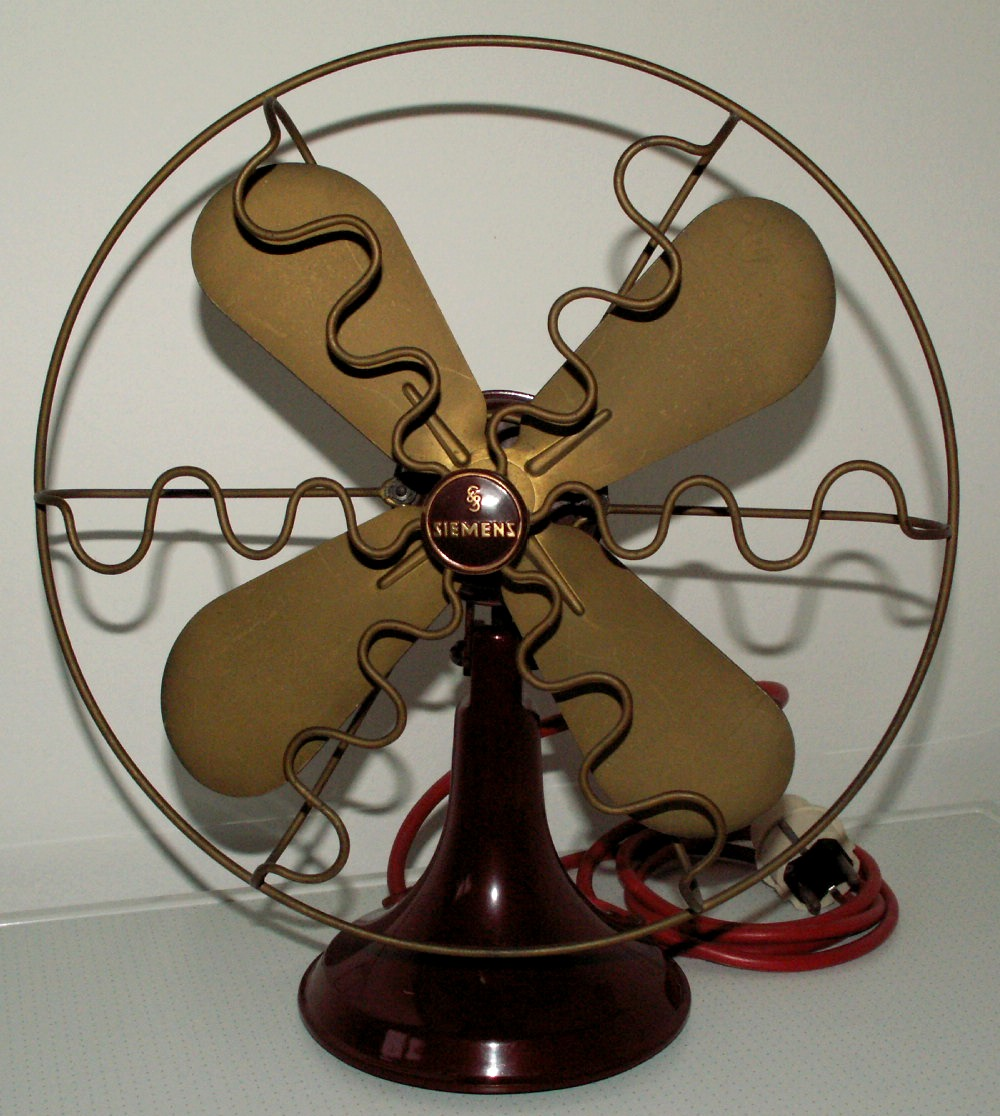
Ventilador de pedestal Siemens.

En el cas dels ventiladors, l'augment de pressió és generalment tan insignificant comparat amb la pressió absoluta del gas, que la densitat d'aquest pot considerar-se in alterada durant el procés de l'operació; d'aquesta manera, el gas es considera incompressible com si anés un líquid. Per tant, en principi no hi ha diferència entre la forma d'operació d'un ventilador i d'una bomba de construcció similar, el que significa que matemàticament es poden tractar en forma similar. També de forma secundària, s'utilitza el ventilador juntament amb un dissipador o un radiador per a augmentar la transferència de calor entre un sòlid i l'aire, bé per a refrigerar, bé per a escalfar qualsevol dels dos elements en contacte.

## Tipus
- Ventiladors de pedestal
- Ventiladors de sostre
- Extractors d'aire
- Un ventilador també és la turbomáquina que absorbeix energia mecànica i la transfereix a un gas, proporcionant-li un increment de pressió no major de 1000 mmH₂O aproximadament.
- Ventiladors helicocentrífugs: Són una gamma de ventiladors in-line molt silenciosos, d'aquesta manera s'aconsegueix que el sistema de ventilació no interfereixi en les tasques quotidianes.
- Són productes d'altíssimes prestacions amb una sensible reducció del nivell sonor o nivell de pressió sonor. Que es mesura en dB(A), i es mou entre els 17-24 dB segons el model i/o marca que triem.

En la col·locació d'aquests ventiladors hi podríem veure una cadena de mesura formada per.
- Sensors: 
  - SCO2-A: Sensor de CO₂ i temperatura l'ambient.
  - SCO2-AD: Sensor de CO2 i temperatura l'ambient, amb display.
  - SCHT-AD: Sensor de CO2, d'humitat relativa, temperatura ambient i amb display.

TDP-S/TDP-D: Transmissors de pressió. S'utilitzen per controlar la pressió en sistemes de ventilació en pressió constant. Permeten la lectura de la diferència de pressions entre dos punts i la transformen en un senyal elèctric apte pels diferents equips de control.
CPE-S/CPE-E: Detectors de presència, sensibles a les radiacions infraroges degudes al calor que produeixen els cossos en moviment, amb un angle de detecció de 360°.
- Els senyals emesos pels sensors són tractats per una unitat de control, aquest element de control per sistemes de modulació dels caudals en instal·lacions de ventilació d'edificis públics, comercials o residencials, que controla contínuament la velocitat dels motors per adequar-se a les necessitats reals, reduir el consum energètic i mantenir un ambient ben ventilat.

- Llavors el nostre ventilador faria d'actuador de les ordres que li donaria la unitat de control.